# Басейн Калахарі

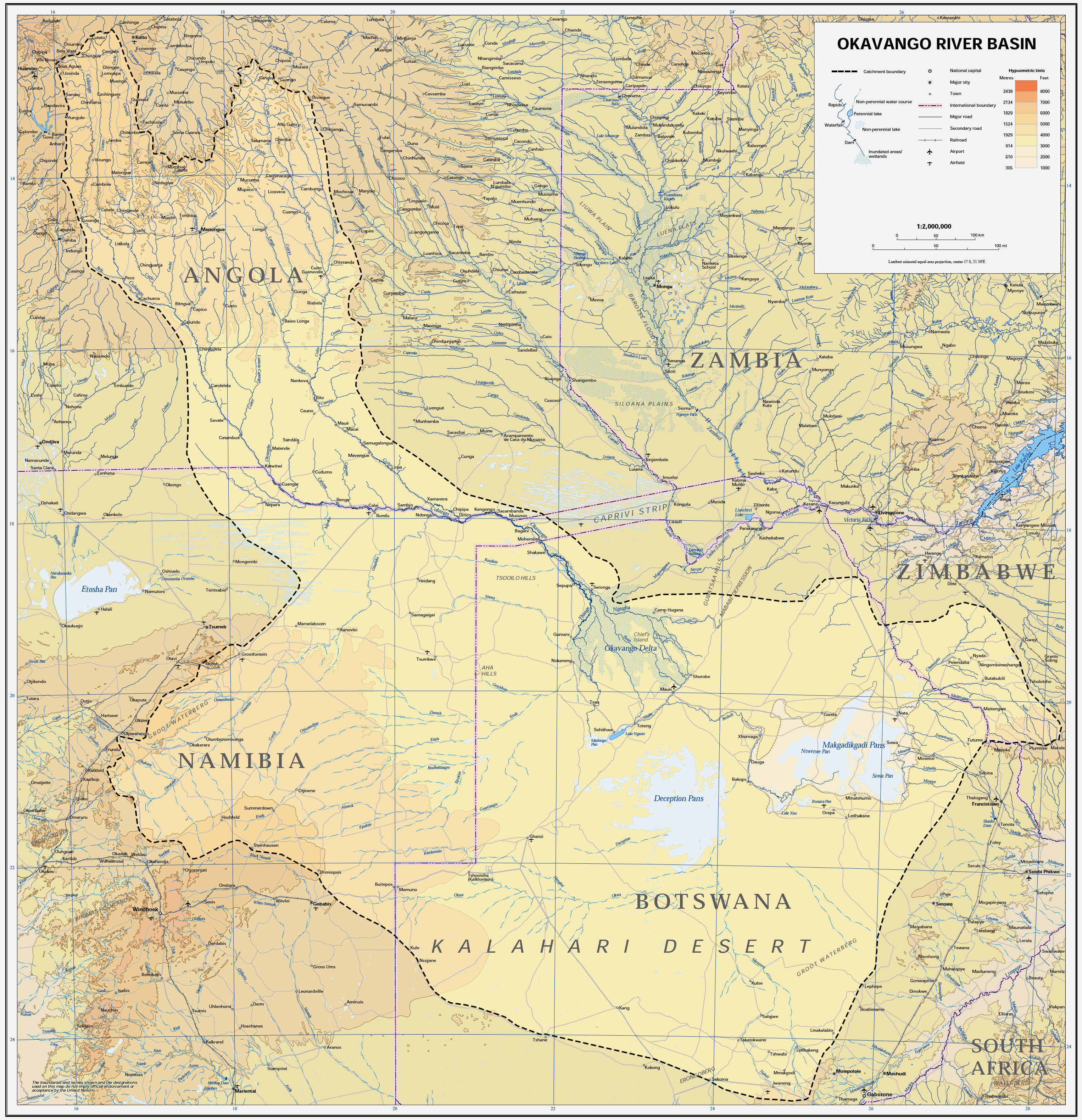
Річковий басейн Окаванго

Басейн Калахарі, також відомий як Западина Калахарі, Западина Окаванго або Басейн Макгадікгаді — велика рівнинна безстічна западина площею приблизно 725 293 км². Вона розташована переважно на території Ботсвани та на сході Намібії, а також включає деякі райони на південному сході Анголи, півночі Південно-Африканської Республіки, півдні Замбії і заході Зімбабве. Центральну частину западини займає велика пустеля Калахарі. Річка Селінда або Магвеггана, багаторічне відгалуження річки Квандо, сполучає басейн Калахарі з басейном Замбезі.

## Опис
Головною річкою регіону є Окаванго. Вона утворюється в результаті злиття річок Кубанго та Куїто, які беруть початок на плато Біє в центральній частині Анголи й течуть на південний схід. Річка Оматако, яка тече на північний схід від свого витоку в регіоні Дамараленд у центральній Намібії, з'єднується з Кубанго трохи вище впадіння останньої в Куїто. Окаванго тече через смугу Капріві в Намібії до Ботсвани, де вона розпадається на низку рукавів, утворюючи дельту Окаванго, велику внутрішню дельту, в заплавах якої поширені великі сезонно затоплювані луки. В напівпустелі Калахарі постійні водні потоки відсутні через дуже високе випаровування і низьку кількість опадів.
У найнижчих точках басейну лежить низка солончакових западин-панів, зокрема Нвако-Пан на південь від дельти Окаванго та величезний Макгадгаді-Пан на південний схід від дельти. Під час вологого сезону Окаванго впадає у Нвако-Пан через водотоки Ксудум і Нґабе, таким чином живлячи солоне озеро Нгамі, а також в озеро Ксау та західну частину Макгадікгаді-Пану через сезонну річку Ботеті, що витікає з дельти. З метою забезпечення водою алмазної копальні Орапа на Ботеті була побудована гребля Мопіпі.
Водотік Селінда, також відомий як Магвекана, Магвеквана або Магвеггана, є рукавом річки Квандо, який сполучає басейн Калахарі з басейном Замбезі. Під час сезону повеней води Окаванго течуть на схід до системи Квандо-Ліньянті. Останній раз це сталося в серпні 2009 року після 30 років посухи. В час таких повеней води Квандо можуть текти на захід до річки Окаванго, але вода часто випаровується до того, як досягне дельти.
Серед інших річок басейну Калахарі слід відзначити Ейсеб, сезонний водний потік, який бере початок у намібійському регіоні Герероленд та тече на схід до дельти Окаванго, а також річку Ната, яка бере початок у західній частині Зімбабве та впадає у Макгадгаді-Пан зі сходу.

## Екологія
Незважаючи на посушливий клімат, басейн Калахарі підтримує різноманітну флору і фауну. На характерних калахарійських пісках ростуть акації, родезійські копалові дерева (Guibourtia coleosperma) та різноманітні трави. На сезонних водно-болотних угіддях, таких як Макгадгаді-Пан, зустрічаються різноманітні галофіти. Під час сезону дощів ці солончаки відвідують тисячі фламінго.

## Управління водними ресурсами
На річках, що протікають через територію Анголи та Намібії та живлять дельту Окаванго, не побудовано жодної греблі та не відбувається значного забору води. З метою сталого управління ресурсами всієї річкової системи Ангола, Намібія та Ботсвана створили Постійну комісію з водних ресурсів басейну Окаванго (OKACOM).